# Apristurus macrostomus
Apristurus macrostomus är en hajart som beskrevs av Chu, Meng och Li 1985. Apristurus macrostomus ingår i släktet Apristurus och familjen rödhajar. IUCN kategoriserar arten globalt som otillräckligt studerad. Inga underarter finns listade i Catalogue of Life.

## Bildgalleri

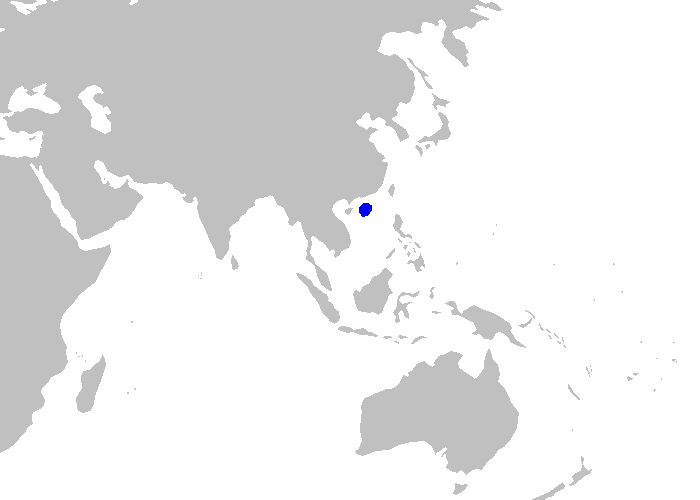